# 교통안전

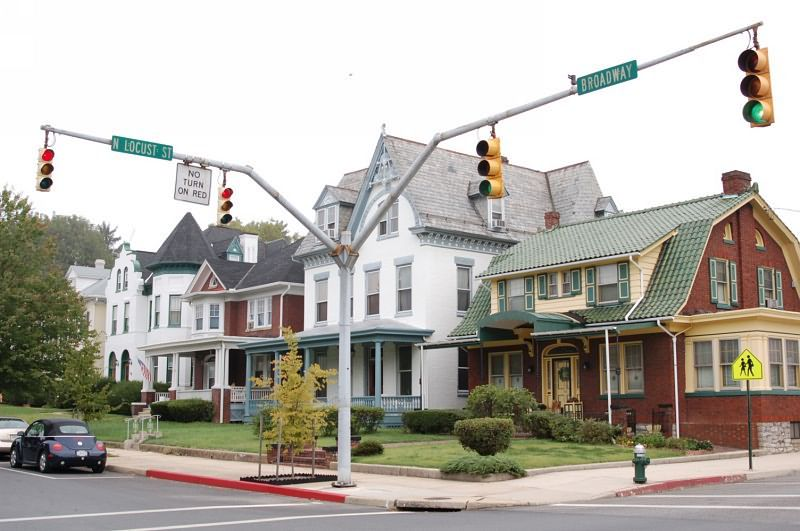
미국 메릴랜드주의 횡단보도, 커브, 신호등

교통안전(交通安全), 도로 교통 안전은 도로 이용자가 사상(死傷)에 이르지 않도록 하는 수단과 절차를 의미한다.

## 교통안전대책
교통사고방지를 위한 안전대책으로서는 평상시의 교통법규의 준수, 철저한 안전교육, 안전시설의 정비라는 세 가지 점이 강조된다. 그러함에도 법령의 위반은 끊이지 않고 또한 신호등·조명장치·가드 레일, 보도 및 육교 등의 시설이 아직까지 매우 부족한 형편이다.학교 아동들에 대한 교육은 최근 많이 진척되었지만 성인, 특히 중년 여성층에는 그 교육이 미치지 못하고 있다. 아이들을 위해서는 안전시설과 동시에 적극적으로 그들의 놀이터를 만들어 주어야 한다. 놀이터를 설비할 수 없는 곳에서는 휴일 등에 도로에 차량통행을 금지하고 이 동안을 놀이터로 이용하려고 하는 도시도 있다.(아동유희도로)